# Xestia kermesina
Xestia kermesina é uma espécie de insetos lepidópteros, mais especificamente de traças, pertencente à família Noctuidae.
A autoridade científica da espécie é Mabille, tendo sido descrita no ano de 1869.
Trata-se de uma espécie presente no território português.